# Олбермен, Дэвид
Дэвид Олбермен (англ. David Alberman; род. 1959, Лондон) — британский скрипач.
Учился в лондонской Королевской академии музыки, затем частным образом занимался в Кёльне у Игора Озима. Также окончил Оксфордский университет со специализацией по философии и классической филологии. С 1986 г. был концертмейстером Камерного оркестра Европы и одновременно (до 1994 г.) второй скрипкой специализирующегося на современной музыке Квартета Ардитти, за 8 лет работы в котором принял участие в мировых премьерах более чем 200 произведений. После ухода из квартета наряду с сольными выступлениями и работой в качестве концертмейстера в ряде оркестров Олбермен много гастролировал в составе дуэта с пианистом Рольфом Хиндом.
В репертуаре Олбермена преобладает музыка последнего полувека: сочинения Лучано Берио, Джона Кейджа, Пьера Булеза, Мортона Фелдмана, Элиота Картера, Стива Райха, Брайана Фернихоу и др.
Является профессором по приглашению в Гилдхоллской школе музыки и театра в Лондоне, а также, с недавнего времени, постоянным преподавателем в академии Симфонии Нового Света в Маями.

## Скрипка
Дэвид Олбермен играет на скрипке Джузеппе Гварнери, 1736 года выпуска.